# Diplocalyptis
Diplocalyptis là một chi bướm đêm thuộc phân họ Tortricinae của họ Tortricidae.

## Các loài
- Diplocalyptis apona Diakonoff, 1976
- Diplocalyptis congruentana (Kennel, 1901)
- Diplocalyptis nigricana (Yasuda, 1975)
- Diplocalyptis operosa (Meyrick, 1908)
- Diplocalyptis shanpingana Razowski, 2000
- Diplocalyptis tennuicula Razowski, 1984